# Lubowo (województwo wielkopolskie)
Lubowo – wieś w Polsce położona w województwie wielkopolskim, w powiecie szamotulskim, w gminie Wronki. Na południe od wsi znajduje się jezioro Pożarowskie.

## Historia
Wieś pierwotnie związana była z Wielkopolską. Ma metrykę średniowieczną i istnieje co najmniej od drugiej połowy XIV wieku. Po raz pierwszy odnotowana została w łacińskim dokumencie z 1358 (wg zachowanej kopii w 1592) pod obecną nazwą "Lubowo", 1481 "Llubowo", 1486 "Lyubowo", 1563 "Liubowo".
Prawdopodobnie wieś istniała jednak już wcześniej niż odnotowały to zachowane zapisy historyczne. W 1937 archeolodzy odkryli w Lubowie skarb srebrny ukryty w X wieku.
Miejscowość była początkowo własnością szlachecką należącą do Lubowskich, którzy od nazwy wsi przyjęli odmiejscowe nazwisko. W 1498 wieś leżała w powiecie poznańskim województwa poznańskiego w Koronie Królestwa Polskiego. W 1486 i 1508 według źródeł przynależała do parafii Biezdrowo.
Pierwszy zachowany zapis związany ze wsią pochodzi z 1358 kiedy zapis sądowy odnotował jako świadka Sarlata dziedzica Lubowa. W kolejnych latach 1399-1400, 1406 wspomniany został świadek Wincenty Lubowski noszący odmiejscowe nazwisko pochodzące od wsi. W 1406 natomiast świadek Paweł Lubowski, a w 1421 świadek Jan Lubowski. W 1429 wspomniany został Grzegorz sołtys lubowski.
W latach 1417-1432 dziedzicem wsi był Parys lub Parzysz, który został odnotowany przy okazji kilku majątkowych procesów sądowych. Jest on identyfikowany z synem Mikołaja Szczebiota z Pożarowa, Parysem z Pożarowa oraz z Parysem z Sokolnik w parafii Kaźmierz. W 1418 Parys prowadził spór sądowy z Mikołajem wójtem z Wronek o 400 pni drewna zwanym „clapholczu”. W 1423 Parys oraz Mikołaj toczył spór sądowy z kmieciem z Komornik. W 1428 Parys oraz Mikołaj z Pożarowa toczyli kolejny spór z Mikołajem z Otusza, który dowodził przy pomocy świadków, że niczego nie zajął po śmierci swego brata Wojciecha oraz po siostrze Budce i jej synu Wojciechu. Parys i Mikołaj posiadali ślad w Otuszu należący poprzednio do zmarłego Wojciecha. W 1432 Parys toczył kolejny spór tym razem z Maciejem Trzcielskim.
W latach 1444-1445 Piotr pleban we Wronkach pozwał Szymona z Pożarowa, posiadacza wsi o czynsz roczny w wysokości dwóch grzywien z Lubowa dla swojej parafii, który był zaległy już od paru lat. Wspomniano, że dokument dotyczący tego czynszu spalił się u poprzedniego plebana we Wronkach.
W 1445 posiadaczem wsi Lubowo był Szymon z Pożarowa jako opiekun dzieci zmarłego Parysa. Na Lubowie ciążył wówczas czynsz dla parafii lubowskiej. W latach 1449-86 właścicielem wsi był prawdopodobny syn Parysa z Lubowa, który również nosił imię Parys. W 1449 wraz z siostrą Jadwigą odstąpili oni po śmierci swej matki Anny 100 grzywien jej wiana ojczymowi Gotardowi Przyborowskiemu, jej drugiemu mężowi. W 1457 Parys zapisał po 150 grzywien posagu oraz wiana żonie Annie na swych częściach we wsi Sokolniki Wielkie. W 1475 Parys w towarzystwie in. 10 szlachciców poręczył kupcowi Mikołajowi Ranbogowi z Lipska za wójta pszczewskiego Mikołaja Białeckiego z Białcza koło Sierakowa. Wójt miał stawić się na sąd starosty generalnego Wielkopolski. W latach 1476-1485 dokumenty odnotowały także Annę żonę Parysa Lubowskiego, córkę Jana Knyszyńskiego z Knyszyna. W 1481 Parys toczył spór sądowy z Ofką lub Zofią wdową po Andrzeju Przecławskim dziedzicu Drogocina, która była siostrą Anny Parysowej. W 1485 odnotowano kolejny spór sądowy Parysa Lubowskiego z Maciejem Radwankowskim.
W 1451 Przecław Lubowski sprzedał Janowi z Ryczywołu swoją część wsi odziedziczoną po ojcu w Skrzetuszu. W 1469 odnotowano Andrzeja Lubowskiego oraz jego żonę Stanisławę siostrę zmarłego Wincentego ze Skrzetusza Małego. W 1497 wspomniano Jarosława Lubowskiego oraz jego córkę Katarzynę żonę Antoniego Wargowskiego. W latach 1498-1501 dziedzicem wsi był Piotr Parys Lubowski syn Parysa. W 1498 zapisał swojej żonie Annie po 200 grzywien posagu oraz wiana na połowie Lubowa, na folwarku, na młynie we wsi oraz na częściach w Sokolnikach Wielkich oraz na folwarku w tej wsi. W 1500 Piotr otrzymał za 300 złotych węgierskich, z zastrzeżeniem prawa wykupu, od Jana, Mikołaja i Jakuba braci ze Spławia koło Poznania wieś Kobylepole oprócz młyna oraz stawu. W 1501 Piotr Lubowski zapisał swojej żonie Annie córce zmarłego Mikołaja Spławskiego po 200 grzywien posagu oraz wiana na Lubowie oraz na sumach, które miał zapisane na wsi Kobylepole. W 1501 zapisał Piotrowi Krzestkowskiemu altaryście w kolegiacie NMP w Poznaniu czynsz w wysokości 8 grzywien od sumy 100 grzywien na Sokolnikach Wielkich.
1486 Paweł pleban biezdrowski pozwał Parysa dziedzica lubowskiego oraz jego kmieci o to, że Parys dał wolniznę swym kmieciom bez porozumienia z nim. Wolnizna przyznana chłopom przez dziedzica lubowskiego objęła także wiardunki dziesiętne z Lubowa należne plebanowi, które wynosiły po 6 groszy od każdego kmiecia.
W 1511 Mikołaj Parys Lubowski pleban w Czempiniu wraz z małoletnią bratanicą Katarzyną córką zmarłego Piotra Parysa z Lubowa sprzedali z zastrzeżeniem prawa odkupu Annie Spławskiej wdowie po Piotrze części majątku w Sokolnikach za 150 grzywien. W 1521 Katarzyna Lubowska była żoną Jana Bukowieckiego. Swoje części majątku jakie odziedziczyła po ojcu w Lubowie oraz w Sokolnikach sprzedała z zastrzeżeniem prawa odkupu mężowi, a on zapisał jej po 600 złotych posagu oraz wiana na połowach swoich części we wsiach Bukowiec koło Międzyrzecza, Łagowiec, Lubowo i Sokolniki. W 1522 Jan Bukowiecki zapisał powtórnie Katarzynie oprawę: po 300 grzywien posagu oraz wiana na Bukowcu, Łagowcu i Lubowie.
Miejscowość odnotowały także historyczne rejestry podatkowe dzięki którym znamy stosunki własnościowe we wsi. W 1469 wieś Lubowo wymieniona została wśród wsi skazanych na zapłacenie 14 grzywien kary za zaleganie z poborem. W 1508 wieś zapłaciła wiardunki wojenne z 5 półłanków. W 1563 miał miejsce pobór od 3 łanów, karczmy dorocznej oraz młyna korzecznego o jednym kole wodnym. W 1577 pobór z Lubowa zapłaciła Anna Bukowiecka. W 1580 zapłaciła ona pobór od 6 półłanków, 4 zagrodników, trzech komorników, rybaka oraz karczmy, przy której było mniej niż pół łana roli, a także od młyna dorocznego oraz piły czyli od tartaku.
Wieś szlachecka Liubowo położona była w 1580 roku w powiecie poznańskim województwa poznańskiego w Rzeczypospolitej Obojga Narodów. Wskutek II rozbioru Polski w 1793, miejscowość przeszła pod władanie Prus i jak cała Wielkopolska znalazła się w zaborze pruskim.
Wieś jest rozłożona na obu brzegach Warty, mimo że nie ma tutaj żadnego mostu ani promu. W XVIII wieku powstały tu dwie osady olęderskie: na prawym brzegu w 1764, a na lewym w 1737. Ta druga nosiła miano Lubowa Zarzecznego.
W latach 1975–1998 miejscowość administracyjnie należała do województwa pilskiego.
Zobacz też: Lubowo, Lubów